# Chrysoperla nipponensis
Chrysoperla nipponensis là một loài côn trùng trong họ Chrysopidae thuộc bộ Neuroptera. Loài này được Okamoto miêu tả năm 1914.